# Кревет трав'яний
Кревет трав'яний (Palaemon adspersus) — вид креветок роду Кревет (Palaemon), родини Креветові (Palaemonidae). Сягає 70 мм довжиною, забарвлення тіла жовто-сіре. Рострум має помітні плями на нижній половині.

## Поширення і екологія

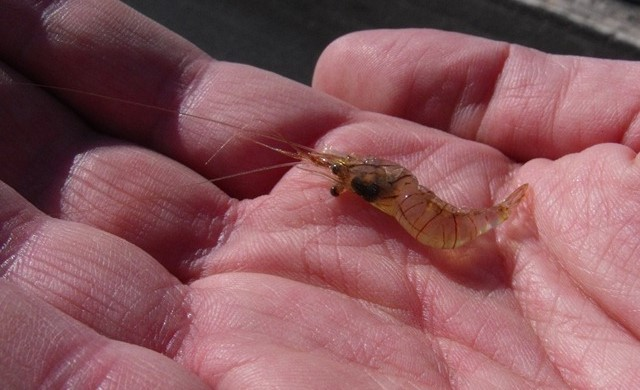
Кревет трав'яний з Італії

Є не дуже поширеним у більшій частині північно-західної Європи, але дуже чисельний у Балтійському морі та Данських протоках, де має промислове значення. У Балтійському морі витримує пониження солоності до 5 ‰, але на зимівлю відходить на глибокі ділянки, де зберігається вища солоність. Вид пов'язаний із заростями зостери, на відкритих ділянках заміщуючись на близький Palaemon elegans.

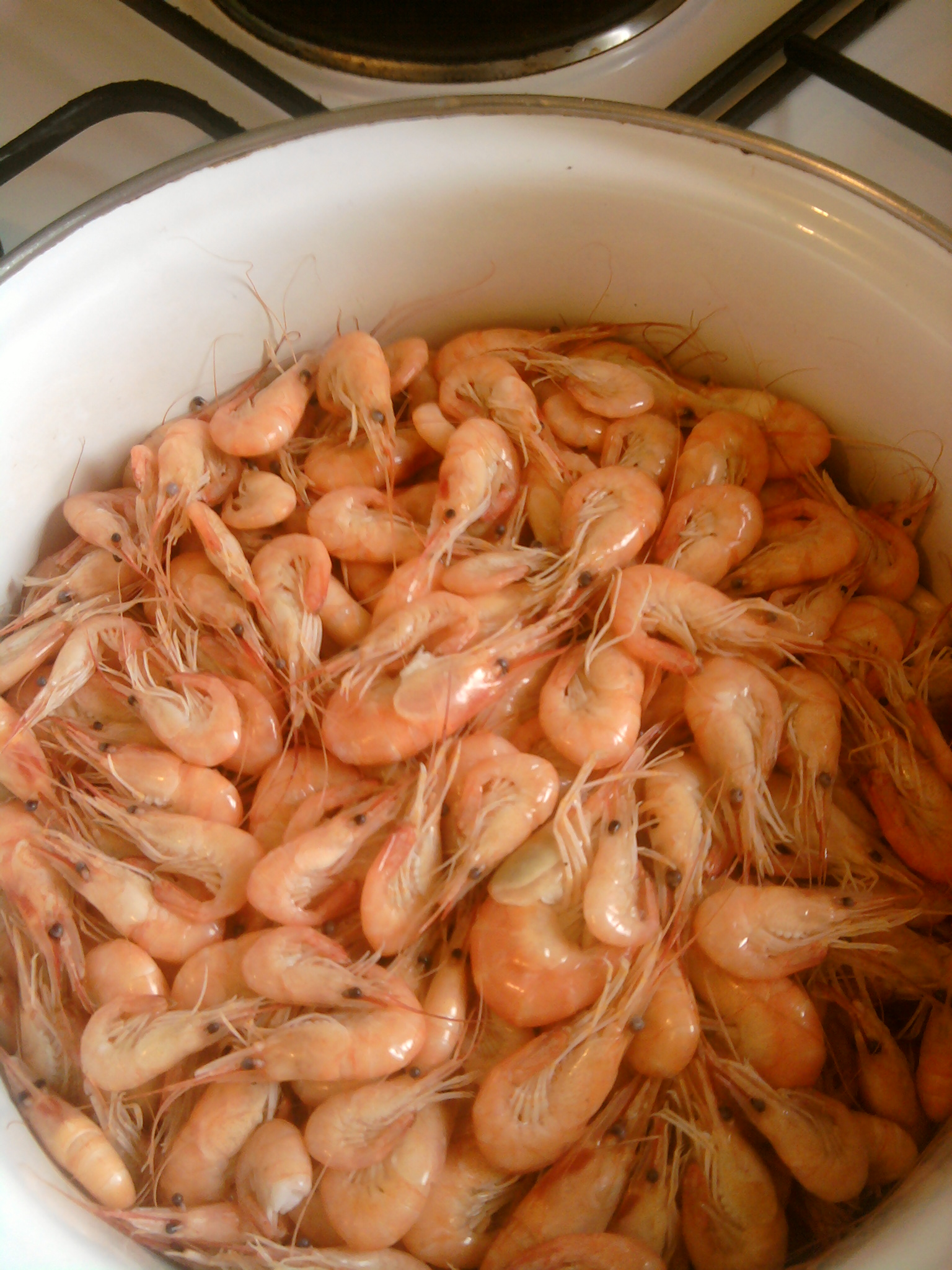
Зварені креветки із Чорного моря, Україна